# ستانيسلاف لوناف
ستانيسلاف لوناف ((بالروسية: Станислав Лунев)‏ ولد سنة 1946 في لينينغراد) هو ضابط عسكري سوفياتي سابق، وأرفع ضباط مديرية المخابرات الرئيسية من حيث الرتبة الذين قاموا بالانشقاق من روسيا للولايات المتحدة.

## السيرة الذاتية
ولد في عائلة لأحد ضباط الجيش السوفياتي. تخرج من مدرسة سوفوروف العسكرية في مدينة فلاديقوقاز ومن ثم من الأكاديمية المشتركة للقادة العسكريين. عمل في ما بعد كضابط لمديرية المخابرات الرئيسية في سنغافورة سنة 1978، الصين منذ 1980 ثمالولايات المتحدة منذ 1988. انشق لصالح الولايات المتحدة سنة 1992. منذ ذلك عمل مستشارا لمكتب التحقيقات الفيدرالي ووكالة المخابرات المركزية. أما منذ سنة 2000 فقد مكث في برنامج حماية الشهود التابع لمكتب التحقيقات الفيديرالي.

## كتابات
أصدر لوناف مذكرات بعنوان «بأعين العدو». كما قام أحيانا بالكتابة في بعض الصحف الالكترونية. أما في كتابه فقد تحدث عن عمله كجاسوس سوفياتي. قال أن عمله كان ناجحا جدا نتيجة لاتباعه قاعدة أساسية تقول أن «الجاسوس الناجح هو الصديق المفضل للجميع وليس شخص مضلل يقبع في الركن.»
وصف في كتابه أيضا بعض الإجرائات النشطة ضد «العدو الرئيسي» كما زعم أيضا أن «مديرية المخابرات الرئيسية ولجنة أمن الدولة قاموا بالمساهمة في تمويل كل التحركات والمنظمات المناهضة للحرب في أمريكا وخارجها.» وفق للوناف فان الاتحاد السوفياتي من المزعوم أنه قام بالانفاق أكثر على الحركات المناهضة للحرب في الولايات المتحدة خلال حرب الفيتنام مقارنة بما تم انفاقه على قوات الفيت كونغ.

## عمليات التخريب النووي
ذاع صيت لوناف من خلال وصفه لعمليات التخريب النووي التي من المزعوم أنه تم تحضيرها من قبل مديرية المخابرات الرئيسية ولجنة أمن الدولة ضد الدول الغربية. علم من مصادر أخرى أنه تم صنع مخابئ لأسلحة كبيرة من قبل لجنة أمن الدولة في عديد من الدول من أجل مثل هذه الأنشطة. وقد كانت هذه المخابئ مفخخة بأجهزة تفجير "مضيئة". انفجرت إحدى هذه المخابئ، التي تم كشفها من قبل فاسيلي ميتروخين، بينما كانت السلطات السويسرية تحاول ازالتها في إحدى الغابات في بيرن. بينما تم ازالة بعض المخابئ الأخرى بنجاح.[بحاجة لمصدر]
أكد لوناف أن بعض هذه المخابئ من الممكن أن تحوي أسلحة نووية تكتيكية محمولة تعرف بـRA-115 "حقيبة متفجرة". وفق له، فقد تمت صناعة مثل هذه القنابل لاغتيال قادة أمريكين خلال الحرب. أعلن لوناف أنه قام شخصيا بالبحث عن مخابئ للأسلحة في منطقة وادي شيناندوا وقال أنه "من المفاجئ كم هو سهل تهريب الأسلحة النووية للولايات المتحدة، اما عن طريق الحدود المكسيكية أو عن طريق استعمال صواريخ نقل صغيرة لا يمكن كشفها حينما تطلق من طائرات روسية.
حسب مكتب التحقيقات الفيدرالي فان عضو الكونغرس الأمريكي كورت ويلدون ساند ادعاءات لوناف لكنه أشار إلى أنه قام بـ"تهويل الأمور." تم غلق البحوث في المناطق التي أشار إليها لوناف، الذي اعترف أنه لم يقم بزرع أي أسلحة داخل الولايات المتحدة، "لكن ضباط الأمن لم يجدوا أي مخابئ أسلحة بها أسلحة نووية محمولة أو بدون.

## تسميم نهر بوتوماك
وفقا للوناف فإنه خلال حرب ما من المحتمل تسميم نهر بوتوماك عن طريق أسلحة كيميائية أو بيلوجيا «استهدافا لسكان واشنطن.» كما اعتبر أن مديرية المخابرات الرئيسية من المحتمل أنها وضعت لوازم التسميم بجانب روافد أهم الخزانات الأمريكية.
تم تأكيد هذه الادعاءات من قبل كوزمينوف، الضابط السابق لخدمة المخابرات الخارجية، والذي كان مسؤولا عن نقل الممراض حول العالم لصالح برنامج الأسلحة البيولوجية التابع للاتحاد السوفياتي خلال الثمانينيات وأوائل التسعينيات. كما وصف مختلف الأعمال المحتملة التي يمكن الأمر بها من قبلالرئيس الروسي في حالة حرب ما، من بينها تسميم الماء الصالح للشراب والنباتات التي تحول إلى أغذية.

## وصلات خارجية
- انتشار الجريمة المنظمة على الحدود الروسية لابتزاز المنافسة المحلية
- تدهور القوات الروسية الخاصة
- العقيدة الروسية العسكرية المشؤومة الجديدة
- منشوراته على موقع NewsMax.com